# Гладка, Зоряна Орестовна
Зоряна Орестовна Гладка (13 июня 1966, Львов — 31 июля 2017, там же) — украинская поэтесса.
Родилась 13 июня 1966 года в Львове.
Окончила филологический факультет Львовского университета им. И. Франко. Работала руководителем литературной студии «Галиця» Львовской областной Малой академии наук.
Автор поэтических книг «Зміїні вірші», «Сповідь гедоністичної монахин», многочисленных публикаций в альманахах, периодических изданиях.
Дипломант международного литературного конкурса «Гранослов».
Похоронена в семейной гробнице на Яновском кладбище во Львове.

## Ссылка
- Страница на сайте НСПУ
- Н. Л. Бічуя. ГЛАДКА́ Зоряна Орестівна // Енциклопедія сучасної України :  [укр.] : у 30 т. / НАН України, Наукове товариство ім. Шевченка, Институт энциклопедических исследований НАН Украины. — Київ, 2001—…. — ISBN 944-02-3354-X.